# Astragalus parwanicus
Astragalus parwanicus là một loài thực vật có hoa trong họ Đậu. Loài này được Podlech & I.Deml miêu tả khoa học đầu tiên.